# رحيم الله حقاني
رحيم الله حقاني (توفي: 11 أغسطس 2022)، هو عالم مسلم أفغاني. كان من أنصار حركة طالبان ومنتقداً لتنظيم الدولة الإسلامية - ولاية خراسان. كان يعتقد أنه يمكن تعليم النساء لأنه شعر أنه لا يوجد شيء في الشريعة الإسلامية يمنع ذلك. قُتل في هجوم انتحاري في كابل. كان قد نجا سابقًا من محاولتي اغتيال أحدهما تفجير عام 2020 في بيشوار بباكستان والذي أسفر عن مقتل سبعة أشخاص.

## الاغتيال

### خلفية
وقع اغتيال حقاني بعد أقل من أسبوع على سقوط 8 مدنيين في العاصمة كابل عقب انفجار قنبلة كانت موضوعة في عربة للخضراوات بأحد الأحياء التي تقطنها أقلية الهزارة. على الرغم من انخفاض عدد الهجمات في أفغانستان منذ تولي حركة طالبان، لكنها شهدت سلسلة تفجيرات دامية في نهاية أبريل وخلال شهر رمضان وفي نهاية مايو حيث سقط العشرات. أعلن تنظيم داعش والجبهة الوطنية لمجموعة المقاومة الأفغانية المسؤولية عن كثير من هذه الهجمات. وتؤكد حركة طالبان أنها هزمت تنظيم داعش في البلاد.

### التصفية
يوم الخميس 11 أغسطس 2022، أعلنت الشرطة الأفغانية مقتل حقاني وشقيق له، وإصابة 3 آخرين في تفجير انتحاري استهدف مدرسة دينية في العاصمة كابل. أعلن تنظيم الدولة الإسلامية مسؤوليته عن التفجير الذي نفذه انتحاري نجح في دخول مكتب حقاني وفجر سترته الناسفة. قالت مصادر لرويترز إن المهاجم فقد ساقه في السابق، وإنه خبأ المتفجرات في ساق صناعية بلاستيكية بديلة.